# Horusitzky Henrik
Horusitzky Henrik, Horušicky (Velký Újezd, 1870. augusztus 3. – Budapest, 1944. augusztus 27.) geológus, a Földtani Intézet igazgatója.

## Életpályája
Édesapja Pálffy János bajmóci uradalmának gazdatisztje volt. Középiskoláit Privigyén és Besztercebányán, a gazdasági akadémiát Magyaróvárott végezte. A budapesti, berlini és müncheni egyetemekre járt. Egy ideig gazdatiszt, majd a Földtani Intézet agrogeológusa lett. 1926-tól a Földtani Intézet főgeológusa, főbányatanácsos.

## Kutatási területe
Elsősorban a Kisalföld agrogeológiai feltérképezésével foglalkozott. Talajtérképével a párizsi világkiállításon aranyérmet nyert. Őslénytani, agrogeológiai és hidrogeológiai kutatásokat végzett. Barlangkutatással, hazai barlangjaink feltárásával is foglalkozott. Megszervezte a magyarországi barlangok kataszterének összeállítását.

## Családja
Fiai Ferenc Nándor (1901-1971) geológus és Zoltán (1903-1985) zeneszerző.

## Művei
- 1903 A Fertő tó geológiai és mezőgazdasági viszonyainak tanulmányozására kiküldött bizottság jelentése. Budapest. (társszerző)
- 1903 Magyar-Szögyén és Párkány-Nána vidéke. Magyarázatok a magyar Szent Korona országainak részletes geológiai térképéhez. Budapest.
- 1903 Agrogeologische Verhältnisse der Umgebung von Komját und Tótmegyer. Jahresbericht der Kgl. Ung. Geologischen Anstalt für 1901, 149-154.
- 1910 Kísérlet a pleisztocén korszak felosztására. Budapest.
- 1910 A termőföld képződése és viselkedése. Budapest.
- 1914 A magyarországi barlangok s az ezekre vonatkozó adatok irodalmi jegyzéke. Budapest. (társszerző: Siegmeth Károly)
- 1914 Vágsellye, Nagysurány, Szenc és Tallós. Magyarázatok a magyar Szent Korona országainak részletes geológiai térképéhez. Budapest.
- 1915 Nagyszombat és vidéke. Budapest.
- 1917 Pozsony környékének agrogeológiai viszonyai. Budapest.
- 1924 Részlet Budapest székesfőváros Duna-balparti területe földtani, talajtani és vizi viszonyainak ismeretéhez. Budapest.
- 1929 Sopron vármegye csornai és kapuvári járásainak artézi kútjai. Budapest.
- 1939 Budapest dunajobbparti részének hidrogeológiája. Budapest.
- 1944 Triplex creatio Dei a hit és teremtéstudomány alapján. Budapest.
- Számos hidrobiológiai cikke jelent meg a Hidrológiai Közlöny évfolyamaiban.